# Kompletna djela Jakova Gotovca

## Cjelokupna djelaJakova Gotovca
(godine se odnose na vrijeme skladanja, osim onih označenih s pr[aizvedba].)

## Rana djela (koja je Gotovac nazvao"Porod od Tmine")
- Svačić – koračnica za tamburaše (1911.)
- Za rod i dom – za muški zbor (1911.)
- Elegija – popjevka za bariton uz tamburaški kvartet (1911.)
- Tiha noći – za muški zbor na riječi V. Mlinarića (1912.)
- Ja ljubim – popjevka za tenor uz glasovir na riječi Pavla Senjića (1912.)
- Adria – koračnica za tamburaški kvartet (1912.)
- Moje čežnje – «melodija» za glasovir (1912.)
- Domovini – za muški zbor na riječi Božidara Borka (1912.)
- Genij ljubavi – popjevka za bariton i glasovir na riječi Bona O. Zeca (1913.)
- Tantum ergo (I) – za muški zbor na liturgijski tekst (1913., pr. 1914., Split)
- Priča – za muški zbor na riječi Đura Arnolda (1913.)
- Maturalka – za muški zbor (1913.)
- Ave Maria – za tenor i četveroguđe na liturgijski tekst (1913., pr. 1985., Osor)
- Tantum ergo (II) – za muški zbor na liturgijski tekst (1914.)
- Oh smij se – za tenor i glasovir na riječi Đura Arnolda (1915.)
- S Bogom more, s Bogom polje – za muški zbor (1916.)
- Čuj, kako sjetno – za glas i glasovir na riječi Marka Vunića (1916.)

## Opus 1
- Dva scherza – za mješoviti zbor (1916., pr. 1918., Split i 1920., Zagreb)
  - 1) Oklada
  - 2) Prigovor
- Aman su ti...! – za glas i klavir na narodnu poeziju (1917.)
- Mi...! – za muški zbor na riječi Vladimira Nazora (1917.)

## Opus 2
- Djevojka i mjesec – balada za alt i mali orkestar na riječi Đura Arnolda (1917., pr. 1925., Split)
- Čika Pera – koračnica za klavir (1918.)
- Jagoda – za muški zbor na riječi Vladimira Nazora (1918.)

## Opus 3
- Dva muška zbora (1918.)
  - 1) Pod Jorgovanom na riječi Alekse Šantića
  - 2) Na Vardaru na riječi Vojislava Ilića

## Opus 4
- Dvije anakreontske – za muški glas i klavir na riječi Đure Jakšića (1918., pr. 1920., Split [orkestrirano 1939.])
  - 1) Pijem, pijem
  - 2) Na noćištu
- Crna Priča – balada o Petru Svačiću za bariton i orkestar na riječi R.F. Mađera (1918., pr. 1941., Zagreb)
- Iznenađenje – za visoki glas i klavir na riječi Zdravka Nižetića (1919.)

## Opus 5
- Primorska suita – za muški zbor na narodnu poeziju (1919., pr. 1925., Split)
  - 1) Brodarska
  - 2) Podoknica
  - 3) Tanac

## Opus 6
- Moments érotiques – za muški glas i klavir na narodnu poeziju (1920., pr. 1923., Zagreb)
  - 1) Puste želje
  - 2) Momački jadi
  - 3) U prkos

## Opus 7
- Dva soneta – za bas i orkestar na riječi M. Vidakovića (1921., pr. 1923., Zagreb)
  - 1) Grozdana
  - 2) Krčmarica Janja

## Opus 8
- Djevojačke pjesme – za sopran i klavir na narodnu poeziju (1923., pr. 1924., Zagreb)
  - 1) Dođi
  - 2) Tuge moje
  - 3) Sjaj, mjeseče
  - 4) Nisam znala

## Opus 9
- Kroz varoš – za glas i klavir na narodnu poeziju (1924., Zagreb)
  - 1) Ljeti pred kućom
  - 2) Pralja pri poslu
  - 3) Pod dragine prozore
  - 4) Mornar u krčmi
  - 5) Kod stola na slavi

## Opus 10
- Dvije pjesme čuda i smijeha – za mješoviti zbor na narodnu poeziju (1923., pr. 1925., Split)
  - 1) Jadovanka za teletom
  - 2) Smiješno čudo

## Opus 11
- Koleda – narodni obred u pet dijelova za muški zbor i instrumentalni sastav (3 Cl., 2 Fg., Timp., Tamb.) na narodnu poeziju (1925., Split)

## Opus 12
- Simfonijsko kolo – za veliki orkestar (1926., pr. 1927., Zagreb)
- Barbari mi smo – za mješoviti zbor na riječi Danka Angjelinovića (1926., Karlovac)
- Jeka sa Jadrana – za muški zbor (1927., Sušak)

## Opus 13
- Dubravka – scenska glazba za pastirsku igru za miješoviti zbor i orkestar na riječi Ivana F. Gundulića (1928., Zagreb) (uglazbljena Himna slobodi)

## Opus 13a
- Dubravka – koncertna svita iz op. 13 – za mješoviti zbor i orkestar (?)
- Naišo Erbez – za srednji glas i klavir na narodne stihove (1928., Zagreb)
- Jadranu – za muški zbor na riječi R. Katalinić-Jeretov (1929., pr. 1930., Zagreb)

## Opus 14
- Morana – romantična narodna opera u tri čina na libreto Ahmeda Muradbegovića (1930., pr. 1930., Brno i 1931., Zagreb)
- Narodne pjesme iz Dalmacije - na narodne stihove, harmonizacije i odbradbe a muški zbor (1919. – 1930.)
  - 1) O, more duboko
  - 2) Marjane, Marjane
  - 3) Jučer si meni rekla
  - 4) Dobra večer uzorita
  - 5) Evo san doša
  - 6) Da mi je znati
  - 7) Omili mi u selu divojka
  - 8) Ako spavaš vilo moja
  - 9) Jedan mali brodić
  - 10) Jablane, jablane
  - 11) Ako si legla spat
  - 12) Hvalila se Radulova Ane
  - 13) Sada svi u skupu
  - 14) Počekaj ma divojko
- Narodne pjesme iz Dalmacije – obradbe za glas i klavir (1930.)
  - 1) O, more duboko
  - 2) Marjane, Marjane
  - 3) Dobra večer uzorita
  - 4) Ako spavaš vilo moja
  - 5) Jedan mali brodić
  - 6) Omili mi u selu divojka
- O, zašto smo se sreli – za glas i klavir na riječi V. Petrovića (1930., pr. 1931., Zagreb)
- Daj ruku- za glas i klavir na riječi Dragutina Domjanića (1930., pr. 1931., Zagreb)
- Ave Maria – za sopran, violinu i harfu na liturgijski tekst (1930., pr. 1931., Zagreb)
- Hrvatske napitnice – harmonizacije za muški zbor na narodne stihove (?)
  - 1) Pade listak naranče
  - 2) Tri ptičice
  - 3) Kraljević je Marko
  - 4) Nij' na svetu
  - 5) Pajdašu ljubljeni
  - 6) Zdrav nam budi
- Naš Jadran – vojnička koračnica za duhački orkestar (1931.)

## Opus 15
- Tri momačka zbora – za muški zbor na narodnu poeziju (1932., Zagreb)
  - 1) Ponuda dragoga
  - 2) Kad idu kosci
  - 3) Momčeto bez gunčeto

## Opus 16
- Pjesma i ples sa Balkana – za gudački kvartet (1933., Zagreb) – prerađeno za gudački orkestar (1939., Zagreb)
- Škrjanček poje, žvrgoli – za glas i klavir na narodne stihove (1933.?)
- Pušći me, majko – za glas i klavir na narodne stihove (1933.?)

## Opus 17
- Ero s onoga svijeta – komična opera u tri čina na libreto Milana Begovića (1935., Zagreb)

## Opus 18
- Orači – simfonijska meditacija za veliki orkestar (1937., Zagreb)

## Opus 19
- Rizvan-aga – za bariton i orkestar na riječi Ivana F. Mažuranića (1938., pr. 1939., Zagreb)

## Opus 20
- Pjesme vječnoga jada – za muški zbor (1937. i 1939., Zagreb)
  - 1) Pjesma žitonoša – tekst sa staroegipatskog spomenika
  - 2) O, klasje moje – na riječi Alekse Šantića

## Opus 21
- Pjesme čeznuća – za ženski glas i mali orkestar na narodnu poeziju (1939., Wiesbaden)
  - 1) Mornarova ljuba
  - 2) Žalba na zemlju
  - 3) S dragim u svijet
- Selim-beg – balada za bas i klavir na riječi Jovana Jovanovića-Zmaja (1939., Zagreb)

## Opus 22
- Guslar – simfonijski portret za veliki orkestar (1940., Zagreb)
- Iz čitanke kćerke Ranke – za dječji zbor na razne autore (1942.)
  - 1) Dom
  - 2) Molimo se, Lado
  - 3) Majka uz kolijevku
  - 4) Proljeće
  - 5) Poštar

## Opus 23
- Kamenik – opera u tri čina na libreto R. Nikolića prema nacrtu M. Foteza (1944., pr. 1946., Zagreb)

## Opus 24
- Dinarka, Ples bola i ponosa – za orkestar (1945., pr. 1947., Split)

## Opus 25
- Pjesme obnove – za muški zbor na riječi Ruže Lucije Petelinove (1945., pr. 1946., Zagreb)
  - 1) Na rad!
  - 2) Novi grad
  - 3) Slava

## Opus 26
- Intima – za glas i klavir na riječi Vladimira Nazora (1945., pr. 1946., Zagreb)
  - 1) Sve utaman
  - 2) Siga
  - 3) Lanac
  - 4) Gavan
  - 5) Bor
- Makedonska – harmonizacija za mušli zbor (arr.) (1945.?)
- Partizanske pjesme – harmonizacije za muški zbor na razne autore (1945.)
  - 1) Pjesma radu
  - 2) Partizanska
  - 3) Kaćuša
  - 4) Druže
  - 5) Naprijed, braćo
  - 6) Crvena zvijezda
  - 7) Hej Slaveni
  - 8) Vintovačka

## Opus 27
- Dvije snahe – za bariton i klavir na riječi iz »Gorskog vijenca« Petra Petrovića Njegoša (1947., pr. 1948., Beograd)
  - 1) Snaha bana Milonjića
  - 2) Snaha Angjelija
- Nove brazde – za mješoviti zbor (arr. i za muški) na riječi Jure Franičevića-Pločara (1949., Zagreb)

## Opus 28
- Mila Gojsalića – povijesna glazbena drama u tri dijela na libreto Danka Angjelinovića (1951., pr. 1952., Zagreb)

## Opus 29
- Zvonimirova lađa – za mješoviti zbor (arr. i za muški) na riječi Vladimira Nazora (1952., pr. 1953., Zagreb)
- Mi – za muški zbor (nova verzija djela iz Opusa 1) (1952., pr. 1953., Zagreb)

## Opus 30
- Đerdan – muzički igrokaz u pet slika na libreto C. Jankelića i autora (1955., Zagreb)

NASTAVAK SLIJEDI
(prema knjizi Jakov Gotovac Jagode Martinčević)